# Mestni grad, Banska Bistrica
Mestni grad v Banski Bistrici, značilna znamenitost in simbol zgodovinskega jedra Banske Bistrice s tipično silhueto para čebulastih stolpov, ki stoji na vrhu trga. Je državni kulturni spomenik z oznako 2321/1-9 z dne 18. maj 1955.

## Zgodovina
Mestni grad je bil zgrajen ob prvotni rudarski naselbini pred ustanovitvijo mesta. Že v tistih časih je tu stala župnijska cerkev Marijinega vnebovzetja, ki je pozneje, ob koncu srednjega veka, postala središče nove trdnjave. Funkcija mestnega gradu je bila varovanje dohodkov od rudarjenja žlahtnih kovin, predvsem bakra in srebra, ter kraljeve zakladnice. Tu je stanoval predstavnik kralja in cerkve, tu je zasedal mestni svet. Posamezne stavbe različnih funkcij so obdajale skupne utrdbe, ki so varovale patricije pred zunanjimi sovražniki in notranjimi nemiri, zlasti ob rudarskih nemirih.
Območje mestnega gradu sestavlja cerkev Device Marije, t.i Matijeva hiša, t.i Slovaška cerkev, mestna hiša, stavba župnišča in kamnita utrdba z bastijoni, vhodna vrata z barbakanom, skozi katera se je vstopalo na območje.
Najstarejša stavba je poznoromanska župnijska cerkev Device Marije iz druge polovice 13. stoletja. Prvotno je bila obdana s pokopališčem, kjer je do 19. stoletja stala romanska kostnica.
Bistriški meščani so po zgledu mestnega gradu v Kremnici v zadnji tretjini 15. stoletja utrdili območje okoli župnijske cerkve in zgradili druge stavbe, ki so pripadale občini rudarskih mest, mestni upravi in kralju: gotska hiša kralja Matije (imenovana tudi Matijeva hiša) je bila zgrajena leta 1479, mestna hiša okoli leta 1500; malo prej, leta 1492, je nastala cerkev sv. Kríža, imenovana tudi Slovaška cerkev, ker so sem prihajali predvsem slovaški prebivalci, z bogatim poznogotskim vhodnim portalom. Utrdba je bila sestavljena iz visokega kamnitega obzidja in krožnih bastijonov. Najpomembnejši del utrdbe so bila vhodna vrata z barbakanom, dokončana leta 1512, kamor se je vstopalo skozi dvoja vrata, za kočije in za pešce. V tistem času je župnijska cerkev doživela drago gradbeno predelavo, kar danes dokumentirajo ohranjeni oratorij z gotskim križnim obokom, stranska kapela sv. Barbare in poznogotski krilni oltar mojstra Pavla iz Levoča ter poznogotski bronasti krstni kamen mojstra Jodoka. Tipološko zanimivost predstavljajo portreti svetnikov, s katerimi so iluzorno nadomestili konzole pod obokom v prezbiteriju. Notranjost cerkve je bila v tistih časih zelo dragocena. Vendar pa je leta 1761 podlegel uničujočemu požaru; leta 1767 jo je nadomestil baročni oltar s slikami slavnega avstrijskega slikarja J. L. Krackerja. Podrt obok je nadomestil baročni z navidezno arhitekturno fresko v prezbiteriju Antona Schmidta iz let 1767-1770. Iz tega obdobja izhajajo tudi značilne silhuete z bakrenimi čebulicami.
Sčasoma so v mestni grad vključili mestno hišo. V drugi tretjini 16. stoletja je doživela več gradbenih predelav, ki so ji dale današnji značaj. Leta 1546 je bila močno razširjena in prezidana. Kmalu zatem, v letih 1564-1565, je mojster Peregrinus predelal njeno fasado, vključno s staro poznogotsko ložo, in stavbo zaključil z renesančno atiko z lastovičjim repom.

## Zunanjost in notranjost
Župnijska cerkev je značilna gotska arhitektura z originalnim romanskim stolpom iz časa gradnje stavbe. Je enoladijska, z razširjenim prezbiterijem in na obeh straneh prizidanimi kapelami in oratorijem. Od prvotne kompleksne bogate arhitekture so ohranjeni fragmenti risb v obokanih oknih, pokritih z baročno prezidavo, fragmenti žanrskih prizorov pod vencem, ki prikazujejo sedem smrtnih grehov, več gotskih fial in baldahin. Okna kapele so ohranila svoj poznogotski ornament. Fasada stavbe v gotskem slogu je bila poslikana. Najboljša umetniška dela na zunanjosti vključujejo relief Kristusa na Oljski gori (je na zunanji strani cerkve v vogalu stolpa) in trup Marijinega oznanjenja iz okoli leta 1500. Cerkveni prostor je obokan s pruskimi oboki. Ima enotno poznobaročno notranjo opremo in stenske poslikave. Baročna dekoracija je spoštovala starejše, predvsem poznogotske odlomke in slemena. Stranske kapele, oratorij in zakristija imajo bogate vzorce poznogotskega okroglega in zvezdastega oboka. Od prvotne opreme izstopa oltar sv. Barbare in gotski krstilnik, gotske poslikave; umetniški detajli so nameščeni v drugih stranskih kapelah.
Slovaška cerkev ima v baročni členitvi pročelij ohranjen poznogotski portal s sekajočimi se prečkami s konca 15. stoletja.
Matijeva, prvotna kraljeva hiša, je večnadstropna stavba, ki je kljub romantičnemu okrasju ohranila prvotno rešitev fasad z izrazito poslikavo s kvadrati. Mestna hiša (praetorium) je doživela več strukturnih predelav, vendar je ohranila svoj renesančni značaj. Stavba s stebrno arkado je prvotno sledila grajski utrdbi. Renesančne so atike, prvotno v obliki lastovičih repov.
- Splošni pogled na grajsko posestvo
- Barbakan in stara mestna hiša
- Grajsko območje in mestna hiša
- Grajsko posestvo in cerkev sv. Križa
- Matijov dom in cerkev sv. Križa

## Trenutno stanje
Leta 2005 so bili prostori mestnega gradu popolnoma prenovljeni. Od leta 2009 je v prostorih gradu kavarna in restavracija.